# Dohrniphora bradburyi
Dohrniphora bradburyi är en tvåvingeart som beskrevs av Ronald Henry Lambert Disney 1990. Dohrniphora bradburyi ingår i släktet Dohrniphora och familjen puckelflugor. Inga underarter finns listade i Catalogue of Life.